# Giaches de Wert
Giaches de Wert (* 1535 wahrscheinlich in Gent; † 6. Mai 1596 in Mantua) war ein franko-flämischer Komponist, Sänger und Kapellmeister der späten Renaissance.

## Leben und Wirken
Der Vater von Giaches de Wert lebte in Gent, von wo aus der Sohn in jungen Jahren („povero fiammingo“) von Francesco d’Este 1543 nach Italien gebracht wurde, und zwar nach Avellino bei Neapel zum Dienst als Sängerknabe bei Maria di Carona, der Marchesa della Padulla. Dort blieb er offenbar nicht lange, denn noch im gleichen Jahr wird ein Jaches, falls es sich da um ihn handelt, als „Familienmitglied“ des Grafen von Novellara und Bagnolo, Giulio Cesare Gonzaga, erwähnt; letzterer war am päpstlichen Hof in Rom tätig. Als dieser 1550 starb, hat dessen Neffe, Graf Alfonso I. Gonzaga, auch Inhaber hoher Ämter an der Kurie, die weitere Ausbildung von Giaches übernommen und spricht in einem Brief vom 20. August 1550 von großen Fortschritten seines Schützlings. Wert hat sich ab 1551 großenteils in Novellara, der Residenzstadt dieses Zweigs der Familie Gonzaga aufgehalten, ab 1552 auch mehrfach in Mantua. Mitte der 1550er Jahre wirkte er offenbar vorübergehend in Ferrara, wo er vielleicht Unterricht bei Cipriano de Rore hatte. Dieser überredete ihn im Januar 1556, wieder nach Novellara zu Herzog Alfonso zurückzukehren. Im darauf folgenden Jahr heiratete Giaches de Wert die wohlhabende Adelige Lucrezia Gonzaga aus einer Nebenlinie der Familie; von seinen sechs Kindern wirkte der Sohn Ottavio (* 1560) später in der Hofkapelle des Vaters in Mantua mit. Taufpate dieses Sohnes war der Herzog von Parma, Ottavio Farnese; ihm hatte Giaches 1561 sein zweites fünfstimmiges Madrigalbuch gewidmet. In Parma wirkte seit Anfang 1561 auch Cipriano de Rore. Von 1563 bis 1565 versah Wert den Dienst eines Kapellmeisters für die kaiserlichen Gouverneure in Mailand.
Spätestens ab September 1565 wirkte der Komponist als Kapellmeister an der neu gebauten Basilika Santa Barbara in Mantua, der Hofkirche der Gonzaga-Herzöge, nachdem er dorthin für das erste Barbara-Fest am 4. Dezember 1564 eine neue von ihm komponierte Messe geschickt hatte. In dieser Stellung ist er bis zu seinem Tod geblieben. Er war auch prefectus musicorum für die weltliche Musik am Hof von Herzog Guglielmo Gonzaga in Mantua zuständig. Er bezog ein außerordentlich hohes Jahresgehalt, zu welchem weitere Gratifikationen und im Jahr 1580 eine Schenkung von Ländereien hinzukamen. Darüber hinaus erhielt er für seine großen Verdienste das Bürgerrecht der Stadt Mantua. In den folgenden Jahren bekam Giaches von verschiedenen europäischen Höfen das Angebot, die Leitung der Hofkapelle zu übernehmen, so von Kaiser Maximilian II. im Frühjahr 1566 die Hofkapelle in Prag, nachdem ihn der Komponist auf den Reichstag in Augsburg mit einem musiktheoretischen Vortrag und virtuosen Gesangsimprovisationen außerordentlich beeindruckt hatte. Auch versuchte Ottavio Farnese, Giaches de Wert als Nachfolger für den 1565 verstorbenen Cipriano de Rore nach Parma zu holen. Der Komponist war in seinen ersten Jahren in Mantua Feindseligkeiten und Intrigen ausgesetzt, die von seinem Konkurrenten Agostino Bonvicino († 1576) ausgingen und in die auch Giaches’ Frau Lucrezia verwickelt war.
Eine langjährige überlieferte Korrespondenz zeigt, dass Giaches de Wert von Mantua aus weiterhin sehr gute Beziehungen zu seinem früheren Dienstherrn in Novellara aufrechterhielt; er sandte ihm mehrfach neue Kompositionen, und nach der Heirat von Alfonso Gonzaga mit Vittoria di Capua sorgte er im Januar 1568 für die musikalische Gestaltung der Zwischenmusiken einer Komödie im neu gebauten Theater von Novellara. Ab den 1570er Jahren wurde darüber hinaus der Hof des musikbegeisterten Herzogs Alfonso d’Este in Ferrara für Giaches immer interessanter, weil hier mit dem Aufbau eines privaten musikalischen Ensembles (musica secreta) neue Maßstäbe für den virtuosen Ensemble-Gesang gesetzt wurden und ein sich gegenseitig inspirierendes Zusammenwirken zwischen Gesang, Komposition und neuester Dichtung entstand (Giovanni Battista Guarini und Torquato Tasso). Giaches de Wert beteiligte sich hier mit Beiträgen zu den Sammelbänden für die Sängerin Laura Peverara und mit seinem Ottavio libro von 1586, welches Alfonso d’Este gewidmet war. Hinzu kamen persönliche Beziehungen zu der Sängerin und Dichterin Tarquinia Molza (1542–1617), die aber vom Hof in Ferrara letztlich nicht geduldet wurden und zur Verbannung der Sängerin führten.
Als Vincenzo Gonzaga 1587 in Mantua die Regierungsnachfolge in Mantua übernahm, begann hier eine kulturelle Blütezeit, weil sich der Herrscher die glänzende Hofkultur in Ferrara zum Vorbild nahm. Er vergrößerte die Hofkapelle, stellte virtuose Sängerinnen ein, und Wert schrieb dazu mit seinen drei Veröffentlichungen von 1588 bis 1591 ein Kompendium geeigneter Madrigale und Canzonetten. Theater und Tanz wurden besonders gefördert, und der Komponist hatte pflichtgemäß Musiken zu Komödien, Pastoralen und anderen Theaterstücken zu liefern, so auch 1591 zu der Favola boscareccia „Le nozze di Semiramis con Mennon“ von Muzio Manfredini. Ein noch anspruchsvolleres Projekt, das Stück „Il pastor fido“ von Guarini mit Musik von Wert und Francesco Rovigo 1592 zu inszenieren, scheiterte letztlich an choreografischen Problemen bei der Umsetzung des dritten Akts. Zu einer Aufführung kam es erst 1598 mit Musik von Giovanni Gastoldi.
Herzog Guglielmo Gonzaga hatte Unterricht bei Giaches de Wert; ob der Komponist weitere Schüler hatte, ist nicht belegt. Man kann aber ziemlich sicher davon ausgehen, dass der junge Luca Marenzio ebenso wie Giovanni Gastoldi, Benedetto Pallavicino (1550/51–1601) und auch Claudio Monteverdi stark von ihm beeinflusst wurden; letzterer wirkte unter Wert als Geiger und Sänger. Wert hat nicht nur als fähiger Musiker gewirkt; aus seinem überlieferten Briefwechsel geht hervor, dass er auch ein geschickter Geschäftsmann war. Seit 1582 litt er an den Folgen einer Malaria-Erkrankung, an der er schließlich im Mai 1596 verstorben ist; er wurde in der Krypta von Santa Barbara beigesetzt. Sein Nachfolger an Santa Barbara wurde Gastoldi; als Hofkapellmeister in Mantua wurde zunächst Pallavicino ernannt, ab 1601/02 dann Monteverdi.

## Bedeutung
Giaches de Wert war der letzte große niederländischen Komponist, der in Italien gewirkt hat. Sein hoher Rang gründet sich hauptsächlich auf sein umfangreiches Madrigalschaffen; es gibt von ihm aber auch bedeutsame geistliche Werke. Von seinen neun Messen wurde nur eine gedruckt, weil für sie, die speziell für die Hofkirche Santa Barbara mit ihrer abweichenden Liturgie geschrieben wurden, keine allgemeine Verwendung bestand. Sie sind strikt polyphon komponiert und in Alternativform angelegt; sie besitzen große Ähnlichkeit mit den Messen, die Palestrina  im Auftrag Herzog Guglielmos für Santa Barbara geschrieben hat. Hiervon abweichend ist nur Werts fünfstimmige Parodiemesse über die eigene Motette „Transeunte Domino“. Die 78 meist mehrstrophigen Hymnen von Giaches de Wert decken das gesamte Kirchenjahr ab. Von den 55 Motetten des Komponisten lassen einige der früher entstandenen Werke mit ihrer expressiven Textdarstellung den deutlichen Einfluss seines Lehrers Cipriano de Rore erkennen; im Übrigen zeigen sie eine durchimitierte Polyphonie, nur beim Wechsel zum tempus perfectum stellt sich ein homophoner Satz ein. Die Motettentexte entstammen fast alle dem Neuen Testament. In seinen späteren Motetten zeigt der Komponist seine ganze Kunst des bildhaft-expressiven Textausdrucks und kann hier als früher Verfechter der Seconda pratica gelten, ein Musikstil, der erst Jahrzehnte später von Claudio Monteverdi voll umgesetzt wurde.
Das Madrigalschaffen von Giaches de Wert erreicht mit seiner kunstvollen Höhe durchaus den Rang von Orlando di Lasso oder Philippe de Monte (Alfred Einstein 1949). Der Musikforscher Ludwig Finscher hält es sogar für möglich, ihn vielleicht für den größten Madrigalkomponisten anzusehen, weil Wert, anders als Orlando di Lasso, seinen Madrigalstil über vier Jahrzehnte stets dynamisch weiterentwickelt hat und für eine virtuos-plastische und rhetorisch-dramatische Textvertonung neue Maßstäbe gesetzt hat. Er wurde in dieser Gattung auch Vorbild für Luca Marenzio und Claudio Monteverdi. Er verwendet literarisch anspruchsvolle Texte von Francesco Petrarca, Luigi Tansillo, Torquato Tasso und Giovanni Battista Guarini. Insbesondere hat der Komponist mit seinen 14 Vertonungen aus Tassos Gerusalemme liberata die typische Musikalität und dramatische Kraft dieser Gedichte effektvoll umgesetzt. Für Werts Madrigalstil ist grundsätzlich seine Sensibilität für den Sprachrhythmus charakteristisch, weil die Verse nicht nur genau deklamiert werden, sondern sogar in kontrapunktischen Sätzen kontrastreich und spannungsvoll rhythmisiert werden. „Er zeigt sich als geborener Dramatiker, arbeitet im Satz mit mehreren Motiven gleichzeitig und lässt immer das Bestreben erkennen, das für Motetten typische Prinzip der kleingliedrigen Reihung von Details durch die Bildung größerer, in sich homogener Formkomplexe zu überwinden“ (Hartmut Schick in der Quelle MGG).

## Werke (summarisch)
Gesamtausgabe: Giaches de Wert: Collected Works, herausgegeben von Carol MacClintock und Melvin Bernstein, 17 Bände, ohne Ortsangabe 1961–1977 (= Corpus Mensurabilis Musicae Nr. 24)
- Messen
  - Missa dominicalis zu fünf Stimmen, 1592
  - Missa in festis apostolorum zu fünf Stimmen
  - Missa in die martis zu fünf Stimmen
  - Missa in festis Beatae Mariae Virginis zu sechs Stimmen
  - Missa in festis duplicibus maioribus zu fünf Stimmen
  - Missa in ferstis duplicibus minoribus zu fünf Stimmen
  - Missa „Transeunte Domino“ zu fünf Stimmen
  - Missa defunctorum zu vier Stimmen, Autorschaft angezweifelt, auch Guglielmo Gonzaga zugeschrieben
- Motetten
  - 55 Kompositionen
- Hymnen
  - 78 Kompositionen
- Psalmen
  - 20 Kompositionen
- Passion
  - „Passio Domini nostri Iesu Christi secundum Marcum“ zu zwei bis fünf Stimmen, datiert 1587
- Madrigale
  - Il primo libro de madrigali zu fünf Stimmen, Venedig 1558
  - Il primo libro de’ madrigali zu vier Stimmen, Venedig 1561
  - Il secondo libro de’ madrigali zu fünf Stimmen, Venedig 1561
  - Il terzo libro de madrigali zu fünf Stimmen, Venedig 1563 (das Vorwort, weist ihn als maestro die Capella de Consalvo Fernandes di Cordova, Herzog von Sessa und Gouverneur von Mailand aus)
  - Il primo libro de madrigali […], novamente con nova giunta ristampati zu fünf Stimmen, Venedig 1564
  - Il secondo libro de madrigali […], novamente con nova giunta ristampati zu fünf Stimmen, Venedig 1564, Octaviano Farnese gewidmet
  - Il quarto libro de madrigali zu fünf Stimmen, Venedig 1567
  - Il quinto libro de madrigali zu fünf bis sieben Stimmen, Venedig 1571
  - Il sesto libro de madrigali zu fünf Stimmen, Venedig 1577
  - Il settimo libro de madrigali zu fünf Stimmen, Venedig 1581
  - L'ottavo libro de madrigali zu fünf Stimmen, Venedig 1586
  - Il nono libro de madrigali zu fünf bis sechs Stimmen, Venedig 1588
  - Il primo libro delle canzonette villanelle zu fünf Stimmen, Venedig 1589
  - Il decimo libro de madrigali zu fünf Stimmen, Venedig 1591
  - L’undecimo libro de madrigali zu fünf Stimmen, Venedig 1595
  -  Il duodecimo libro de madrigali […], con alcuni altri de diversi eccellentissimi autori für vier bis sieben Stimmen, posthum Venedig 1608, herausgegeben von Ottavio de Wert

(insgesamt 199 Madrigale)
- Canzonetten, Villanellen und Chansons
  - 29 Kompositionen
- Instrumentalmusik
  - 4 Fantasien zu vier Stimmen („di Giaches“), auch als Ricercare im Bourdeney-Codex, anonym, Autorschaft zweifelhaft